# Antichità classica
L'antichità classica (detta anche epoca classica, periodo classico o età classica) è un lungo periodo di storia culturale incentrata sul Mar Mediterraneo e che comprende soprattutto le civiltà dell'antica Grecia e dell'antica Roma, globalmente definite come civiltà greco-romana (o civiltà classica), oggetto degli studi classici. In questo periodo storico, sia la società greca che quella romana conobbero una forte crescita culturale ed esercitarono una grande influenza in tutta Europa, nel Nord Africa e nel Medio Oriente.

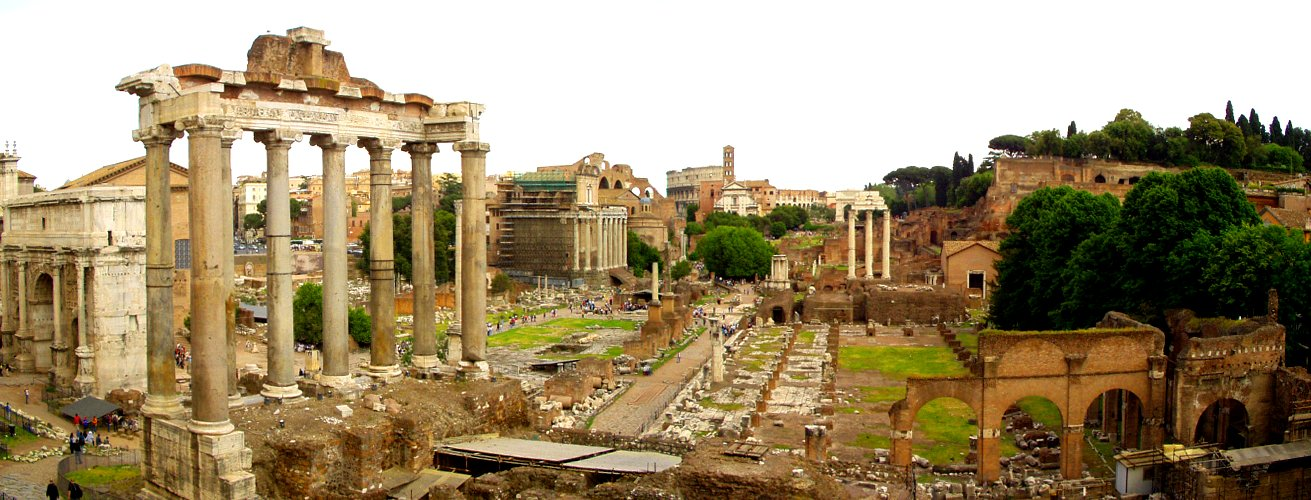
Il Foro romano, tra le vestigia più rilevanti dell'antichità classica.

Convenzionalmente, si indica la nascita dell'antichità classica in coincidenza con le prime testimonianze della scrittura alfabetica greca (IX od VIII secolo a.C.) e prosegue sino all'affermarsi del Cristianesimo nell'Impero romano (IV secolo). Il lungo periodo si chiude convenzionalmente con la tarda antichità (IV secolo - VI secolo), che confluì poi nell'Alto Medioevo.
Tale vasta campionatura di storia comprende naturalmente un'altrettanto ampia successione di culture che invadono i campi della filosofia, della società, degli ideali educativi, dell'arte, della politica, della scienza, dell'architettura, della lingua, dei sistemi di istruzione e non solo.

## Etimologia
Aulo Gellio nelle Noctes Atticae scriveva che «venivano chiamati Classici non tutti coloro che erano ricompresi nelle cinque classi, ma soltanto gli uomini della prima classe, che avevano un censo pari o superiore ai 120.000 assi», sufficiente a dotarsi di un'armatura. Nella più nota definizione, i classici erano i membri della classe più aristocratica.

## Ambiti culturali

### Mitologia classica

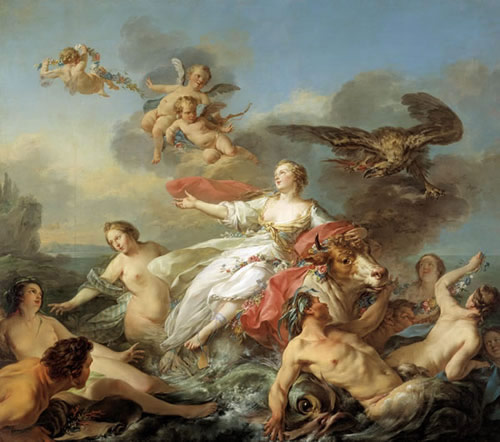
Il ratto d'Europa, di Jean-Baptiste Marie Pierre (1750).

La mitologia classica comprende sia il complesso dei miti e delle leggende sorte in epoca greco-romana, sia lo studio ad essi attinente così come è stato inteso dalla ricezione culturale successiva. Insieme alla filosofia, la letteratura e il pensiero politico, la mitologia rappresenta una delle maggiori sopravvivenze dell'antichità classica che costituiscono i pilastri della cultura occidentale. Il vocabolo greco mythos si riferisce propriamente alla parola parlata o al discorso, ma denota anche un racconto, una storia o una narrazione.
Durante il Medioevo e il Rinascimento, quando il latino rimase la lingua dominante in Europa in ambito culturale internazionale, i nomi mitologici apparivano quasi sempre in forma latinizzata. Con la rinascita greca del XIX secolo, tuttavia, i nomi greci cominciarono ad essere utilizzati più spesso, ad esempio Zeus, corrispondente di Giove, quale nome del dio supremo del Pantheon classico.

### Letteratura classica
La letteratura greca, usualmente datata tra il IX-VIII secolo a.C. e il 529, e che fu definita nel suo aspetto classico dal canone alessandrino, è tra gli elementi fondanti dell'idea moderna di Occidente e di gran parte della cultura occidentale. 
Ebbe inizio con l'epica, fondata sull'oralità e sulle leggende tradizionali legate al primo grande evento che gli Elleni sentivano propriamente storico: la guerra di Troia. Omero e i poemi a lui attribuiti, l'Iliade e l'Odissea, sono il culmine di un processo religioso e artistico sicuramente precedente e di non breve durata.
In età classica, il fenomeno poetico più importante è rappresentato dal teatro, tipicamente ateniese, e in particolare dalla tragedia, legata alle locali feste dionisiache. L'oratoria è, altresì, prodotto della grande stagione politica ateniese, un mezzo per la trasmissione del pensiero politico di chi recita, oltre ad essere un potente strumento di persuasione.
La letteratura successiva in lingua greca fu quella bizantina, ma ebbe un profondo influsso anche in ambito romano, dove in diversi casi gli scrittori della Repubblica e dell'Impero evitarono perlopiù l'innovazione a favore dell'imitazione dei grandi autori greci. L'Eneide di Virgilio, in molti aspetti, emulava i poemi di Omero; Plauto, drammaturgo comico, seguì le orme di Aristofane; gli Annali e la Germania di Tacito seguono essenzialmente gli approcci storici ideati da Tucidide; Ovidio e le sue Metamorfosi esplorano gli stessi miti greci in forme nuove.
È stato tuttavia sostenuto che gli autori romani, lungi dall'essere imitatori pedissequi, perfezionarono i generi già stabiliti dai loro predecessori greci.
La satira fu una delle poche novità latine apportate alla letteratura: Orazio fu il primo a usarla ampiamente come strumento di discussione, mentre Giovenale ne fece un'arma di protesta sociale.

### Arte classica
L'arte classica si basava sul Canone di Policleto, che definiva i modelli estetici ed artistici affinché un'opera fosse proporzionata e rispondente alle leggi insite nella natura, per potersi inserire nell'ordine oggettivo del macrocosmo.
Concezioni analoghe stanno alla base della scelta dei moduli architettonici.